# Eis – Wenn die Welt erfriert
Eis – Wenn die Welt erfriert (englischer Originaltitel: Ice) ist ein US-amerikanischer Katastrophenfilm aus dem Jahr 1998 mit Udo Kier.

## Handlung
Der Wissenschaftler Dr. Kessler beobachtet eine dramatische Zunahme von Sonnenflecken. Infolgedessen prophezeit er eine neue Eiszeit auf der Erde. Tatsächlich erlebt daraufhin Kalifornien einen Temperatursturz: Mitten im Mai beginnt es zu schneien; und auch New York ist bereits mit einer meterhohen Schneedecke überzogen. Im Krisenstab der US-amerikanischen Regierung wird Dr. Kessler per Videokonferenz zugeschaltet. Er empfiehlt die sofortige Evakuierung der Bevölkerung der Vereinigten Staaten in äquatoriale Gebiete.
Dr. Kessler will mit seinem Wagen zu einem Flottenstützpunkt nördlich von Malibu gelangen, wo ein Schiff warten soll, das nach Guam fährt. Nur ausgewählte Persönlichkeiten, wie z. B. Mitglieder des Weißen Hauses, sollen an Bord gehen dürfen. Dr. Kessler zählt sich als berühmten Wissenschaftler selbst auch dazu. Als er mit seinem Wagen in eine Schneewehe gerät, springt der Motor nicht mehr an. Daraufhin macht er sich zu Fuß auf den weiten Weg. Unterwegs wird er von einer Gruppe hilfsbereiter Personen aufgenommen, darunter zwei Polizisten im Katastropheneinsatz.
Die bunt zusammengewürfelte Truppe, darunter auch ein Häftling, muss sich bald mit gewalttätigen Plünderern auseinandersetzen. Es gelingt ihnen aber schließlich, zu dem rettenden U-Boot am Flottenstützpunkt zu gelangen und somit der tödlichen Kälte zu entrinnen.

## Hintergrund
- Der Film wurde am 29. November 1998 auf ProSieben uraufgeführt.[1]
- Der Sender ProSieben war auch Co-Produzent des Films.

## Kritik
„So fade geht die Welt bestimmt nicht unter.“